# Relingslogge
Die Relingslogge (auch Dutchmans- oder Relingslog) ist das einfachste Verfahren zur Messung der „Fahrt“ (der Geschwindigkeit) eines Schiffes oder Bootes bezüglich des umgebenden Wassers.
Man wirft an der vorderen Reling – auf der Leeseite des Bugs – ein Holzstück oder einen anderen schwimmfähigen Gegenstand über Bord und stoppt die Zeit, die er bis zum Heck oder für eine abgemessene Strecke an der Reling braucht. Die klassische Messstrecke ist ein Vielfaches der „Meridiantertie“ (1 mtr = 0,51444 Meter).
Dividiert man diese Strecke bzw. die Schiffslänge (ausgedrückt in Meridianterzien) durch die gestoppten Sekunden, erhält man die Fahrt in Knoten (kt, 1 kt = 1,852 km/h). Wird z. B. eine Strecke von 5,14 m (10 mtr) in 2 Sekunden durchfahren, so beträgt die Eigengeschwindigkeit des Fahrzeugs 10:2 = 5 Knoten (9,26 km/h).
Die zweite Art der Fahrtmessung ist, die Anzahl der Meridiantertien zu schätzen, die das Schiff in 1 Sekunde zurücklegt. Sie ergibt direkt die Geschwindigkeit in Knoten.

## Schwimmkörper und Genauigkeit
Das Verfahren wird in der Nautik seit vielen Jahrhunderten angewandt und gibt trotz seiner Einfachheit gute Genauigkeiten, sofern der Seegang nicht zu heftig ist.
Der Schwimmkörper sollte etwa drei Viertel seiner Größe unter Wasser liegen, damit ihn Wind und Wellen nicht zu viel beeinflussen. Am besten eignet sich ein Stück Holz, keinesfalls aber zu hoch schwimmende Kunststoffe oder Abfälle. Daher ist der etwas abschätzige Name „Bierdosen-Logge“, welche der Methode von manchen Besitzern moderner elektronischer Messgeräte verpasst wird, nicht wirklich zutreffend – ganz abgesehen vom Umweltschutz.
Die Genauigkeit dieser „Holzlogge“ liegt – je nach Seegang – bei 5 bis 10 Prozent und gibt zusammen mit dem Kurs die Möglichkeit, eine zurückgelegte Strecke oder das Etmal durch Koppelnavigation auf ebenfalls 5 bis 10 Prozent genau zu bestimmen.
Wenn ein Boot oder Schiff vor Anker liegt und die Ankerkette gespannt ist, ergibt die Relingslogge die Geschwindigkeit einer allfälligen Strömung.
Auf ähnliche Art funktionieren auch die frühere Dutchman's Logge, ein Holzdreieck an längerer Leine, das sog. Handlog, und das neuere Patentlog – ein nachgeschleppter Propeller. Etwas genauer sind die elektrischen Loggen und jene mit Ultraschall, doch sind sie öfters zu überprüfen. Die Relingslogge braucht dergleichen nicht.

## Klassische Anwendung und beim Ankern
Um die Genauigkeit des Relingslogs (auch bei wechselnden Winden) zu steigern, kann man an der Reling (dem „Geländer“ am Schiffsrand) mehrere Markierungen im Abstand von einer Meridiantertie (Abkürzung der Maßeinheit: mtr) anbringen. Nach Werfen des Holzscheites auf die Wasseroberfläche wird mit einer Stoppuhr die Zeit gemessen, in der das Scheit eine bestimmte Anzahl von Markierungen durchläuft. Bei hoher Reling ist dafür jedoch eine zweite Person nötig.
Bei geringen Geschwindigkeiten (bis etwa 5 Knoten) ist die Methode sogar genauer als das Handlog. Sie wird noch heute zur Bestimmung der Strömungsgeschwindigkeit ankernder Fahrzeuge genutzt, wofür eine feste Markierung an der Reling von geeigneter Länge (z. B. 50 Meridiantertien = 25,722 m) angebracht wird. Rechtwinklig zur Kiellinie wird der erste Durchgang des schwimmenden Objekts durch die Startmarkierung beobachtet und die Stoppuhr gestartet; beim rechtwinkligen Durchgang durch die achtere Markierung wird die Uhr gestoppt und die Zeit abgelesen. Aus der Grundformel der Physik für die Geschwindigkeit „Geschwindigkeit = Weg/Zeit“ kann die Fahrt durchs Wasser „FdW“ eines Fahrzeugs bestimmt werden:
Geschwindigkeit [kn] = Anzahl der Meridiantertien [mtr]/gemessene Zeit [s]
60 Bogensekunden entsprechen einer Bogenminute, damit einer Seemeile (1 Seemeile = 1852 m, auf ganze Meter gerundet, nach DIN keine gesetzliche Maßeinheit). Ein Knoten ist die Geschwindigkeit von 1 Seemeile pro Stunde.
```
1 Meridiantertie [mtr] = 1 Sekunde [s] * 1 Knoten [kn]
                       = 1 Sekunde [s] * 1852 m / 3600 s
                       = 0.51444444 m.
1 Knoten [kn] = 1 Meridiantertie [mtr] / 1 Sekunde [s] = 0,514
 
m/s.
```

Beispiel zur Strömungsmessung:
An der Reling wurden zwei Beobachtungsmarken im Abstand von 75 mtr angebracht. Es wurde eine Durchlaufzeit von 30 Sekunden gemessen. Die augenblickliche Stromgeschwindigkeit in dem Gewässer ist dann 

75 mtr/30 s = 2,5 kn 

Mit 2,5 Knoten setzt der Strom. Als genäherte Stromrichtung kann der anliegende Kurs eines eingeschwungenen Schiffes gelten.